# Enterolobium barnebianum
Enterolobium barnebianum är en ärtväxtart som beskrevs av Mesquita och Marlene Freitas da Silva. Enterolobium barnebianum ingår i släktet Enterolobium och familjen ärtväxter. Inga underarter finns listade i Catalogue of Life.